# 林千鈺
林千鈺（英文：Lin Chien-Yu，1970年8月30日—），暱稱鈺寶貝，臺灣女演員，前佳樂小姐，曾用藝名林芊諭，出身於演藝世家，父親為知名演員石英，母親為資深演員吳玲。

## 婚姻
2014年3月13日與演員焦恩俊訂婚，於同年9月6日完婚。後於2020年離婚。

## 電視劇
| 年 份  | 頻 道      | 劇 名                                  | 角 色          |
|        | 台視       | 《中國民間故事－玉面狐》               | 沈秋生         |
|        | 台視       | 《中國民間故事－韓湘子傳奇》           | 韓湘子         |
|        | 台視       | 《中國民間故事－韓湘子收妖》           | 韓湘子         |
|        | 台視       | 《中國民間故事－仙狐》                 | 元豐           |
|        | 台視       | 《中國民間故事－赤子情》               | 玉英           |
|        | 台視       | 《中國民間故事－玉龍吟》               | 趙雲娘         |
|        | 台視       | 《中國民間故事－血滴子》               | 呂四娘         |
|        | 台視       | 《中國民間故事－刺虎》                 | 費貞娥         |
|        | 台視       | 《中國民間故事－陰陽夫妻》             | 張生           |
|        | 台視       | 《中國民間故事－寶蓮燈》               | 沉香           |
|        | 台視       | 《中國民間故事－十三妹》               | 何玉鳳         |
|        | 台視       | 《中國民間故事－雙鳳奇緣》             | 秦鳳簫         |
|        | 台視       | 《中國民間故事－西廂記》               | 張君瑞         |
|        | 台視       | 《中國民間故事－英雄情義》             | 燕青           |
| 1988年 | 台視       | 《金粉世家》                           | 李蔚慈         |
| 1990年 | 華視       | 《大兵日記》                           | 王天麗         |
| 1991年 | 中視       | 《長官好》                             | 田有芬         |
| 1991年 | 華視       | 《朋友好久不見》                       | 方淡依         |
| 1992年 | 中視       | 《軍官與淑女》                         | 田有芬         |
| 1992年 | 華視       | 《輸人不輸陣》                         | 鳳嬌           |
| 1993年 | 華視       | 《包青天－真假女婿》                   | 王嬌           |
| 1993年 | 華視       | 《大地勇士》                           | 唐克娜         |
| 1995年 | 華視       | 《劉伯溫傳奇－劍雨飄紅》               | 梅雪思         |
| 1995年 | 中視       | 《那一年我們都很酷》                   | 施教官         |
| 1996年 | 中視       | 《天師鍾馗－新龍門客棧》               | 邱莫言         |
| 1997年 | 華視       | 《施公奇案－燒餅皇帝芝麻官》           | 牛妞           |
| 1997年 | 民視       | 《星座女人系列之巨蟹座－鋼琴師的情人》 | 娟如           |
| 1997年 | 超視       | 《虯髯客與紅拂女》                     | 凌冰           |
| 1998年 | 華視       | 《施公奇案－施公嫁妹》                 | 剛烈           |
| 1998年 | 中國大陸   | 《霹靂菩薩－殺手有情》                 | 逐月           |
| 1999年 | 民視       | 《狀元親家》                           | 林秀娟         |
| 2000年 | 台視       | 《台灣本色》                           | 阿玉           |
| 2001年 | 華視       | 《保生大帝－月之狼》                   | 秋海棠         |
| 2003年 | 民視       | 《親戚不計較》                         | 林靜玉         |
| 2003年 | 民視       | 《日正當中》                           | 姚紋華         |
| 2004年 | 民視       | 《女人40一枝花》                       | 愛琳           |
| 2005年 | 大愛電視台 | 《把愛找回來》                         | 林雪珠         |
| 2006年 | 民視       | 《夫妻天注定》                         | 林文静         |
| 2007年 | 民視       | 《濟公－濟公懲刁商》                   | 祝天鳳         |
| 2008年 | 民視       | 《濟公－魔童尋母》                     | 何金花         |
| 2008年 | 台視       | 《天上聖母媽祖》                       | 雪姬           |
| 2009年 | 民視       | 《夜市人生》                           | 王美蓮         |
| 2011年 | 民視       | 《父與子》                             | 艾璇           |
| 2011年 | 三立台灣台 | 《牵手》                               | 林千慧         |
| 2011年 | 大愛電視台 | 《我愛美金》                           | 偉玲母         |
| 2012年 | 大愛電視台 | 《微笑星光》                           | 劉嬸嬸         |
| 2012年 | 大愛電視台 | 《唐美雲歌仔戲菩提禪心-和尚賣石》      | 王妃           |
| 2012年 | 三立台灣台 | 《天下女人心》                         | 張文娟         |
| 2014年 | 三立台灣台 | 《世間情》                             | 張秀麗         |
| 2016年 | 三立台灣台 | 《甘味人生》                           | 魏淑君         |
| 2018年 | 三立台灣台 | 《金家好媳婦》                         | 徐明月         |
| 2020年 | 大愛電視台 | 《大林學校》                           | 姜芳蘭         |
| 2021年 | 民視       | 《孟婆客棧》                           | 冥界客服(客串) |
| 2022年 | 三立台灣台 | 《一家團圓》                           | 蕭琴           |

## 電影
| 上映日期      | 類 型      | 導 演  | 片 名        | 角 色  | 備 註 |
| 2021年2月10日 | 賀歲喜劇片 | 王重正 | 《金不厭詐》 | 林淑貞 |       |

## 外部連結
- 林千鈺(鈺寶貝)的Facebook專頁
- 林千鈺的新浪微博
- 林千鈺的Instagram帳戶
- 林千鈺在互联网电影资料库（IMDb）上的資料（英文）
- 林千鈺在香港影庫上的簡介
- 林千鈺在豆瓣上的资料（简体中文）